# Yggdrasil

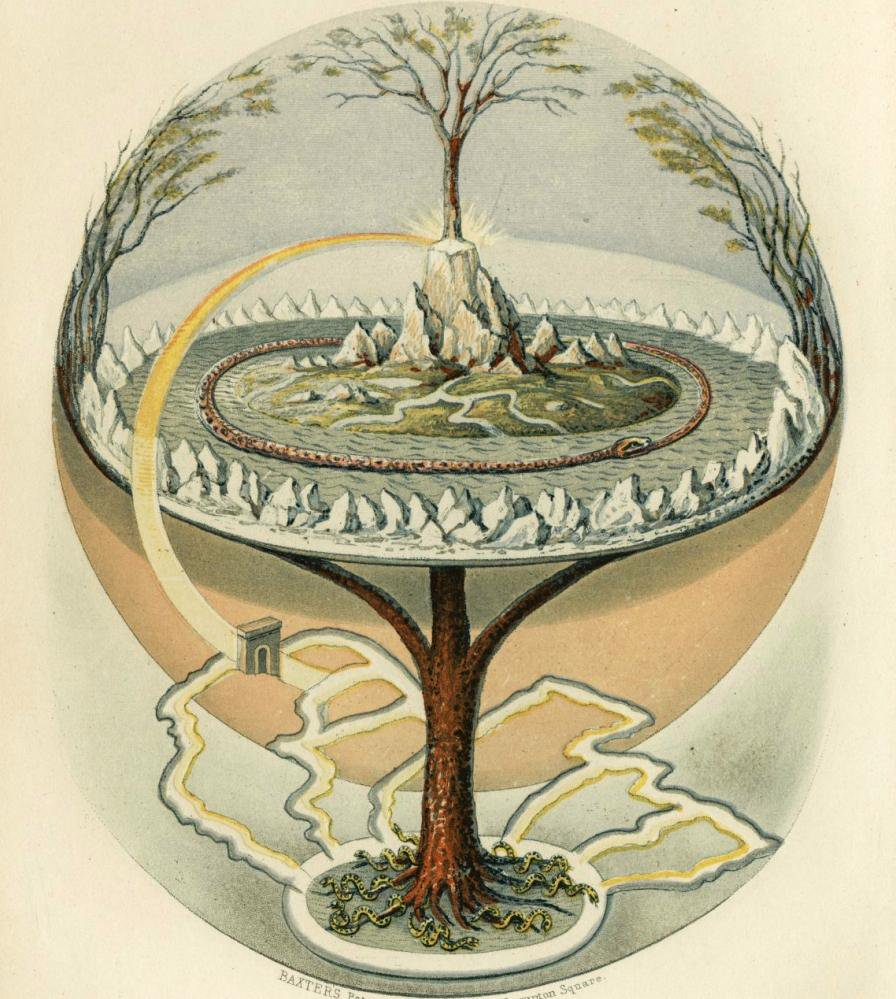
Yggdrasil

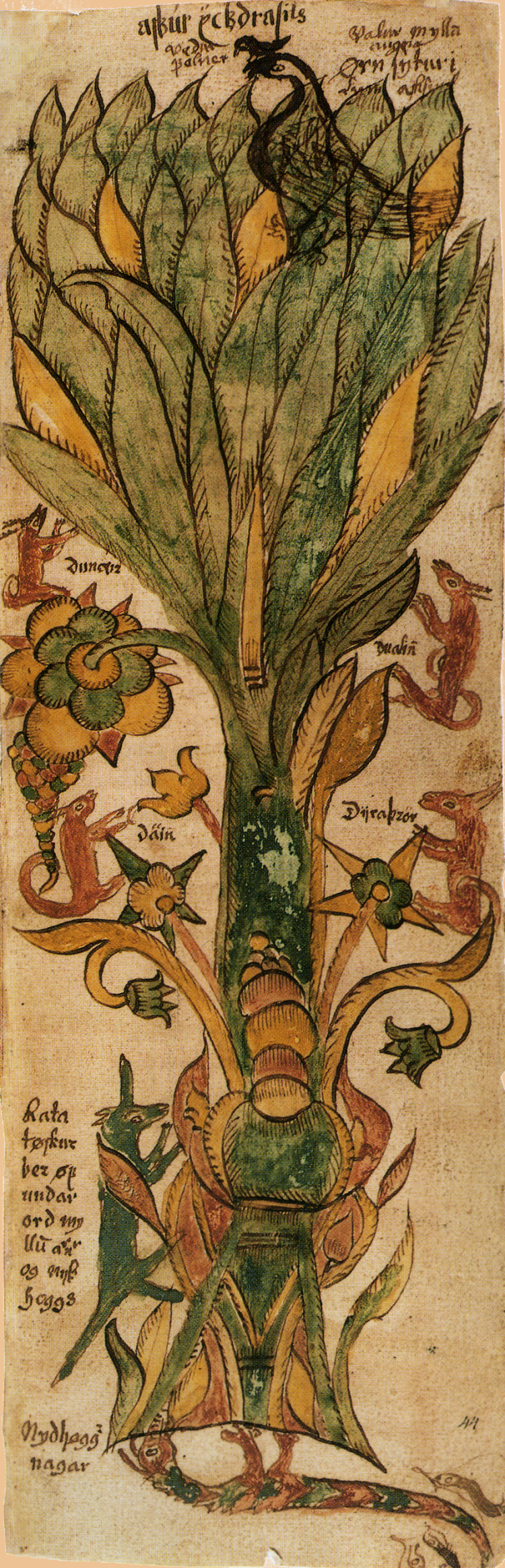
Zobrazení ze 17. století. Islandská kresba představuje Yggdrasill a rozmanitá zvířata, která zde žijí

Yggdrasil [ˈygˌdrasilː]IPA (ve staronorštině Yggdrasill) je v severské mytologii světový strom, který prorůstá všemi devíti světy. Znázorňuje osu světa – axis mundi.

## Popis
Podle archeologů může Yggdrasil označovat vesmír, který prorůstá všemi devíti světy. Jedná se o vždyzelený jasan, jehož tři kořeny prorůstají ke třem pramenům (studním):
1. Pramen osudu je v Ásgardu, kde ho hlídají a neustále zalévají tři dísy Norny, které reprezentují minulost (Urd), současnost (Verdandi) a budoucnost (Skuld).
2. Pramen moudrosti se nachází v Jötunheimu, kde žijí obři z jinovatky. Hlídá ho rádce bohů Mími.
3. Pramen života je hlídaný zlým drakem Nidhöggem, nachází se v Niflheimu. U něho pramení všechny řeky tekoucí do moře. Nidhögg je také někdy zmiňován jako had nebo červ, který užírá kořeny.

Koruna Yggdrasilu se rozprostírá nad všemi světy. Jeho vrchní větve sahají až ke střeše Valhally, kde dávají potravu dvěma tvorům, kteří tam žijí - koze Heidrún dojící medovinu do Valhally a jelenovi zvaném Eiktyrni. Někdy je však tento strom na střeše Valhally označován jako jiný strom jménem Laerad, jindy je brán za totožný s Yggdrasilem. Na vrcholu stromu sedí obrovský orel Vidofnir (někdy zmiňován kohout), který vše pozoruje. Mezi jeho očima je jestřáb jménem Vedrfolnir, jehož mocná křídla způsobují, že nad světy duje vítr. Mezi moudrým orlem Vidofnirem a zlým drakem pobíhá veverka Ratatosk, symbol nesvornosti a sváru. Nosí zprávy, ale také rozdmýchává hádky a nepřátelství mezi orlem v koruně a drakem u kořene. Jeho větve a kůru okusují čtyři velcí jeleni jmény: Duneyrr, Durathror, Dvalin a Dainn. Pod jeho kořeny sídlí čtyři hadi.
S Yggdrasilem je těsně svázán nejvyšší severský bůh Ódin. U jeho kmene často přivazuje svého koně Sleipnira, protože jiný strom ho neudrží. Z jeho dřeva byl vyroben pro Ódina zázračný oštěp Gungnir, na něm obětoval sám sebe, když byl po devět dní a nocí zavěšen na jeho kmeni probodnutý Gungnirem, aby tak získal tajemství run, symbolu moudrosti. Odtud také pochází samotné jméno Yggdrasil, což doslova znamená „Yggův kůň“. Ygg (nebo též Yggr) je jedno z mnoha Ódinových jmen, které znamená „Strašný“. Toto „obětování se ku prospěchu všech, pro lidstvo“ je často dáváno do souvislostí s ukřižováním Ježíše Krista.
Při ragnaröku se v Yggdrasilu ukryjí dva lidé – muž jménem Leiftrasi a žena Líf, kteří jej tak přežijí. Jejich potomci pak znovu zalidní nový svět.

## Devět světů Yggdrasilu
1. Ásgard
2. Helheim
3. Jötunheim
4. Ljósálfheim či také Alfheim
5. Midgard
6. Múspellheim
7. Niflheim
8. Svartálfheim
9. Vanaheim

Příponu -gard s významem „sídlo“ má pouze svět Ásů Ásgard a svět lidí Midgard.